# となみむか
となみ むかは、日本の漫画家。主に成人向け漫画を執筆している。

## 概要
1986年、「停戦命令」で『レモンピープル』（あまとりあ社）より漫画家デビュー。少女漫画調の絵とユニークなストーリーが特徴で、多数の出版社の雑誌等で執筆。1990年代半ば以降は東京三世社発行の漫画誌を中心に活躍を続ける。またランジェリーに造詣が深く、同人誌において詳細な解説を掲載している他、初期の複数の単行本の裏表紙には、女性下着のタグなどを一面に並べた写真が使用されていた。
2006年に東京三世社が成年コミック事業から撤退したことに伴い商業誌での活動を休止。現在は同人サークルでの活動が主となっている。
なお多数の単行本未収録作品が存在しており、成年向け漫画という事を考慮しても異例とも言える量となっている。版元の東京三世社は2010年に廃業、平和出版は2005年に倒産しており、今後新刊が発売される可能性は極めて低く、これから全作品を入手するのはほぼ不可能である。これは元々刊行ペースが遅れていたうえ、2002年以降単行本が全く出なかったことが大きい。

## 作品リスト

### 単行本
- インターフェロン 〜夢が見れる機械〜（1987年7月 桜桃書房）
- 100%ピュアレディ（1987年9月 白夜書房）
- シンデレラ淫夢 ABCで眠れない（1988年10月 日本出版社）
- インスピレーション・ゲーム（1989年7月 白夜書房）
- キッスを投げて（1990年6月 ワニマガジン社）
- おじゃまします（1992年8月 ワニマガジン社）
- フリルな少女たち（1993年9月 東京三世社）
- やさしさの制服（1995年4月 桜桃書房）
- 少女の適応と放散（1996年7月 東京三世社）
- ほどけたリボン（1997年7月 東京三世社）
- いけない指いけない身体（2000年1月 東京三世社）
- ピンクの「…」（2000年9月 東京三世社）
- 天使も濡れちゃう（2002年6月 東京三世社）

### 単行本未収録作品
- ピアスクラブ（東京三世社）
  - 聖タマオシコガネの森（6 1994年11月）
  - お腹いっぱいの幸せ（8 1995年2月）
  - 夫婦茶碗（17 1995年11月）
  - 小さな束縛（21、22 1996年3、4月）
  - アクエリアム・ブルー（23 1996年5月）
  - セーラー服検便パニック（27 1996年9月）
  - 百樹園（29、30 1996年11、12月）
  - 気ままな刺客（32 1997年3月）
- まんがSHOW GAKKO（平和出版）
  - ホクロの数だけ恋してる（1994年12月号）
  - ピンポン玉娘は乙姫様になれるか（1995年2月号）
  - 狼少女タマちゃん（1995年3 - 8、10 - 12、1996年1 - 10月号）
  - 若草物語（1997年1、2月号）
  - 卒業のその前に（1997年4月号）
  - エプロン・キッチン（1997年5月号）
  - 僕らの上には空だけ（1997年6月号）
  - 楽しい2年4組（1997年7月号）
  - あぶない2年4組（1997年8月号）
- 漫画Pop's（東京三世社）
  - 晴天白日（1997年5月号）
  - 優良物件（1997年6月号）
  - 木もれびの部屋（1997年7月号）
  - 若草の茂み（1997年8月号）
  - 特別な彼女（1997年10月号）
  - ハーブガーデンにて（1997年11月号）
  - ガラスの巫女（1998年3月号）
  - うさぎ娘の逃走経路（1998年4月号）
  - ガールスカウト（1998年6、7月号）
- リトルピアス（東京三世社）
  - 冬のドリル（5 1997年4月）
  - ぴんく・さふぁいあ（13 1998年8月）
  - Diplozoon（15 1998年12月）
  - 水蜜桃エイリアン（16 1999年2月）
  - 蕾の園（17 1999年4月）
  - 時計じかけのおしっこ（18 1999年6月）
  - 籠の小鳥（20 1999年10月）
  - 恐るべき子供たち（21 1999年12月）
  - はやくお風呂に入りたい（22 2000年2月）
  - 毎日お医者さんごっこ（23 2000年4月）
  - 空き地（24 2000年6月）
  - 濾過（25 2000年8月）
  - 水琴窟（26 2000年10月）
  - いつも真夜中（29 2001年4月）
  - オーガンジー・プリンセス（31 2001年8月）
  - 位置について（32 2001年10月）
  - 蒙古斑（36 2002年6月）
  - 夏の縁日（37 2002年8月）
  - バナナはおやつに含まれる?（38 2002年10月）
- まんが愛!姫（東京三世社）
  - 手薬煉（1998年8月号）
  - 大きな森の小さなお家（1998年9月号）
  - Ring a Ding（1998年10月号）
  - Go!Go!マリーゴールド（1998年11、12、1999年2、4月号）
  - うみうし（1999年12月号）
  - 放課後すくらんぶる・はあと（2000年12月号）
  - 君が想うよりきっと…（2001年2月号）
  - 少女人形（2001年4、6 - 8月号）
  - 夢のあとさき（2002年2月号）
  - むすんで開いて（2002年6月号）
  - ミルキーウェイが気になって（2002年8月号）
  - 黒の分断（2002年10月号）
  - ピンクで丸いエクスタシー（2002年12月号）
  - それ行け! 山岳救助犬ヨーゼフちゃん（2003年02月号）
  - LLパズル（2003年4、6月号）
  - フォーメーションアタック（2003年08月号）
- コミックミニモン（東京三世社）
  - 魔法少女まりん 第2、3話（2002年8、10月号）
  - それでも元気な日曜日（2002年12月号）
  - あにいもうと（2003年2月号）
  - ミント・チョコレート・レッスン（2003年4月号）
  - PINK（2003年6月号）
  - りなのお気に入り（2003年8月号）
  - 海月の海（2003年10月号）
  - ロリータER ご近所保健室（2003年12月号）
  - ローレグとローター（2004年2月号）
  - ミルクの匂いの小さなKiss（2004年4月号）
  - ぞうさんロケット（2004年6月号）
  - 高騰回廊（2004年8月号）
  - ぼくのクワガタムシ（2004年10月号）
  - 河の流れに（2004年12月号）
  - 大切なお勉強（2005年4月号）
  - ゆるゆるピッチ（2005年8月号）
  - みんな仲よく（2005年10月号）
  - 朝イチ! モーニングコール（2005年12月号）
  - クリトリスオーナメント（2006年2月号）
- コミックリトルピアス（東京三世社）
  - 脆い橋（2003年1月号）
  - 笑顔の魔法（2003年3月号）
  - いつも同じ瞳（2003年5月号）
  - くらくてせまいばしょ（2003年7月号）
  - せまくてくらいばしょ（2003年9月号）
  - るふらん（2003年11月号）
  - ご近所保健室 おじキラ!（2004年1月号）
- まんが哀姫（東京三世社）
  - 恋人達の空（2003年10月号）
  - アントワープへ（2003年12月号）
  - 鎖と棘（2004年2 - 2005年9月号）
- その他
  - ふぞろいのパンツ達（YOUNGパラダイス 1991年2月号 ワニマガジン社）
  - 水遊び（おさわがせ女子高生12 1992年1月号 ワニマガジン社）
  - 電脳作戦第1話 汚れたカブを追いかけろ!（漫画エロトピア 1992年11月号 ワニマガジン社）
  - 後ろ向き前向き（エロトピア増刊 1992年11月 ワニマガジン社）
  - せんせい（GiRi GiRi 1993年4月号 ワニマガジン社）
  - 2人のエバーグリーン（コミックSPICE 1993年6月号 東京三世社）
  - ダブル・キャスト（CHERRYピンク 1993年10月号 東京三世社）
  - 野ばら先生の奇妙な研究（カルテ倶楽部1 1994年2月 東京三世社）
  - 第1回女性下着通選手権（コミック大パーティ 1994年4月号 東京三世社）
  - 薔薇が咲いたり萎んだり（UPアップEカップ1 1994年6月 東京三世社）
  - シーソーゲーム（UPアップEカップ2 1995年3月）
  - 後ろの看護婦さん（カルテ倶楽部2 1995年4月）